# Catedral de Cristo Salvador del Mundo (Rrëshen)
La Catedral de Cristo Salvador del Mundo (en albanés: Kisha Katedrale Jezusi i Vetmi Shpetimtar I Botes) Es el nombre que recibe un edificio religioso que está afiliado a la Iglesia católica que funciona como la catedral de la diócesis de Rrëshen y que se encuentra en la ciudad de Rrëshen, en el municipio de Mirditë, en el país europeo de Albania.
La catedral fue construida en 2002 por orden del obispo de la diócesis Cristoforo Palmieri y fue dedicada el 9 de noviembre de 2002. Es el edificio principal católico en el Distrito de Mirditë después de la abadía de San Alejandro de Orosh.